# Mösting (kráter)

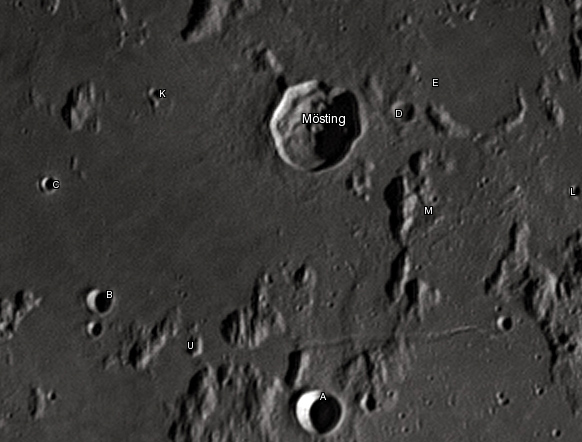
Poloha kráterů Mösting, satelitního Mösting A a dalších (fotografie není orientována přesně severojižním směrem).

Mösting je měsíční kráter s terasovitými okrajovými valy nacházející se západně od Sinus Medii (Záliv středu) poblíž měsíčního rovníku a také nultého poledníku na přivrácené straně Měsíce. Má průměr 26 km a je hluboký 2 760 m, pojmenován je podle dánského mecenáše astronomie Johana Sigismunda von Möstinga.
V blízkosti (severozápadním směrem) se nachází kráter Sömmering s rozrušeným okrajovým valem, o dost dále jihozápadním směrem pak kráter Lalande. Severně se vine brázda Rima Schröter.

## Mösting A
Protože v oblasti průsečíku měsíčního poledníku a rovníku se nenachází žádný význačný bod, astronomové určili jako základní bod selenografické souřadnicové sítě kráter Mösting A, což je malý satelitní kráter jiho-jihovýchodně od hlavního kráteru Mösting, leží na západním okrajovém valu lávou zatopeného kráteru Flammarion. Je dobře pozorovatelný za každého osvětlení, má průměr 13 km a hloubku 2,7 km. Souřadnice tohoto kráteru jsou: selenografická šířka: 3° 12' 43,2" jižně od rovníku, selenografická délka: 5° 12' 39,6" západně od nultého poledníku.

## Satelitní krátery
V okolí kráteru se nachází několik dalších kráterů. Ty byly označeny podle zavedených zvyklostí jménem hlavního kráteru a velkým písmenem abecedy.
| Mösting | Sel. šířka | Sel. délka | Průměr |
| ------- | ---------- | ---------- | ------ |
| A       | 3,2° J     | 5,2° Z     | 13 km  |
| B       | 2,7° J     | 7,4° Z     | 7 km   |
| C       | 1,8° J     | 8,0° Z     | 4 km   |
| D       | 0,3° J     | 5,1° Z     | 7 km   |
| E       | 0,3° S     | 4,6° Z     | 44 km  |
| K       | 0,7° J     | 7,4° Z     | 3 km   |
| L       | 0,6° J     | 3,4° Z     | 3 km   |
| M       | 1,3° J     | 4,3° Z     | 31 km  |
| U       | 3,2° J     | 6,6° Z     | 18 km  |